# Dan Gauthier
Daniel Lester "Dan" Gauthier (2 de diciembre de 1963) es un actor estadounidense.

## Primeros años
Gauthier se inspiró en la actuación por su madre, que era una actriz de teatro local. A los 18 años, Gauthier se mudó a California para asistiar a la Universidad Estatal de San Diego.

## Carrera
En 1987, tuvo su primer papel en la serie Married with Children. Dos años después, protagonizó en la película Teen Witch. Ese mismo año, tuvo un papel en Tour of Duty. Gauthier continuó haciendo apariciones en shows como Who's the Boss?, Life Goes On y Silk Stalkings. En 1993, fue elegido en la película Son in Law. Por 1995, tuvo un papel en Courthouse. Después de nueve episodios, cancelaron el show. Desde 1996 hasta 1997, estuvo en Ellen y Beverly Hills, 90210. En 1998, fue elegido en Melrose Place.

## Vida personal
Gauthier conoció a su esposa, Lisa Fuller, mientras filmaban Teen Witch. Tienen un hijo llamado James Cole.